# Triebener Tauern
Triebener Tauern är en ås i Österrike.   Den ligger i förbundslandet Steiermark, i den centrala delen av landet, 170 km sydväst om huvudstaden Wien. Triebener Tauern ingår i Rottenmanner Tauern.
I omgivningarna runt Triebener Tauern växer i huvudsak blandskog. Runt Triebener Tauern är det ganska glesbefolkat, med 48 invånare per kvadratkilometer.